# Human Traffic
Human Traffic – film z 1999 roku produkcji brytyjskiej. Twórcą scenariusza i reżyserem był – debiutujący w tej roli – Justin Kerrigan.

## Obsada
- John Simm – Jip
- Lorraine Pilkington – Lulu
- Shaun Parkes – Koop
- Nicola Reynolds – Nina
- Danny Dyer – Moff